# Standard Time Act
Lire en ligne

(en)
An Act to save daylight and to provide standard time for the United States.

Le Standard Act Time (en français « Loi du temps normal ») de 1918, également connu sous le nom de Calder Act, a été la première loi fédérale américaine de mise en œuvre de l'heure d'hiver (dite « normale ») et de l'heure d'été aux États-Unis. Elle a autorisé l'Interstate Commerce Commission, la définition de chaque fuseau horaire. Cela officialise également l'utilisation des fuseaux horaires sur le sol américain, déjà en vigueur de manière officieuse depuis 1883.
La section concernant l'heure d'été a été abrogée par la loi intitulée An Act For the repeal of the daylight-saving law (en français « Une Loi pour l'abrogation de la loi sur l'heure d'été »), promulgué le 20 août 1919, malgré le veto du Président Woodrow Wilson.
La Section 264 de la loi a malencontreusement placé la majorité du territoire de l'Idaho (au sud de la Rivière Salmon (Idaho)) à UTC−06:00 CST, Heure normale du centre, mais fut modifiée en 2007 par le Congrès à l'UTC−07:00 MST l'Heure normale des rocheuses. L'heure MST y était déjà utilisé avant la correction.